# Ілорин
Іло́рин (англ. і йоруба Ilorin) — місто на заході Нігерії, на правій притоці Нігеру. Одне з найбільших міст в Нігерії, столиця штату Квара. Станом на 2007 рік воно налічувало 847 582 мешканців.
Ілорин був заснований представниками народу йоруба (одною з трьох найбільших етнічних груп в Нігерії) в 1450 році. 
ЕСБЄ (початок XX століття) дає таку інформацію: «70000 жителів, переважно племені йоруба; крім того тут живуть племена: нупа, фулла, гаусса та канікі. Вони утворюють республіку, яка, під проводом племені фульбе, зберегла свою самостійність від сусідніх держав, хоча часом платить данину Гандо».
| Нігерія | Це незавершена стаття з географії Нігерії. Ви можете допомогти проєкту, виправивши або дописавши її. |